# ベニントン郡区 (アイオワ州ブラックホーク郡)
ベニントン郡区は、アメリカ合衆国、アイオワ州、ブラックホーク郡にある17の郡区の一つである。2000年の国勢調査で、人口は500人だった。

## 地理
ベニントン郡区は、93.4平方キロメートル（36.06平方マイル)で、組み込まれている自治体(incorporated settlements)は存在しない。アメリカ地質調査所によると、この郡区はBennington TownshipとGreshamとPioneerとSaint John's Evangelical Lutheran ChurchとSaint Johns Lutheranの5つの霊園が含まれている。